# Mäggisserenhorn
Das Mäggisserenhorn ([ˈmɛkɪsərənˌhɔrn]; berneroberländisch Mäggisserehore [ˈmækisːərəˌhɔːrə]) ist ein 2348 m hoher Berggipfel zwischen dem Tschipparällenhorn und dem Hohniesen in der von Nord nach Süd verlaufenden Niesenkette. Das Mäggisserenhorn befindet sich westlich von Frutigen im Berner Oberland.
Vom Gipfel zieht sich in östliche Richtung der breite, gleichmässig abfallende Rücken der Mäggisserenegg ins Tal. Es ist ein bekannter Startplatz für Gleitschirmflüge. 
Der Ochsen (2272 m) ist eine kleine Erhebung auf dem in nordwestlicher Richtung verlaufenden Gratausläufer des Mäggisserenhorns.
Markierte Bergwege führen sowohl von Frutigen über die Mäggisserenegg wie auch aus dem Diemtigtal (Horboden) via Springenboden auf den Gipfel. Beide Routen werden auch im Winter als Skitour häufig begangen.